# Physische Geographie
Die Physische Geographie (auch Physiogeographie oder Naturgeographie) ist der naturwissenschaftliche Ansatz der Geographie und stellt somit neben der Humangeographie einen der beiden wichtigsten Teilbereiche innerhalb der Geographie dar. Sie erfasst, beschreibt und erklärt die Erdoberfläche als ein Gesamtsystem, das sich aus unterschiedlichen Subsystemen zusammensetzt.

## Gegenstand
Der Gegenstand der Physischen Geographie ist die Erdoberfläche im Sinne der Geosphäre. Als Geosphäre ist der Komplex aus fünf Sphären zu verstehen:
- Lithosphäre (Gesteinshülle der Erde: bis in etwa 200 km Tiefe reichend)
- Pedosphäre (Boden)
- Hydrosphäre (Wasserhülle der Erde: Fließgewässer, Seen, Meere, Gletscher)
- Biosphäre (Irdischer Lebensraum von Flora und Fauna)
- Erdatmosphäre (Lufthülle der Erde)

Diese fünf Sphären werden durch die entsprechenden fünf Geofaktoren Gesteine, Boden, Klima, Wasser und Vegetation aufgebaut.

## Teilbereiche der Physischen Geographie
Die Physische Geographie gliedert sich in die jeweils einen dieser Geofaktoren näher betrachtenden Teilgebiete Klimageographie bzw. Klimatologie (Klima), Hydrogeographie (Wasser), Bodengeographie (Boden), Geomorphologie (Oberflächenformen), Biogeographie (Vegetation und Tiere) und Landschaftsökologie.
Als neueres Teilgebiet hat sich innerhalb der Physischen Geographie, aber auch als eigenständige Disziplin, die Geoökologie entwickelt. Sie versucht, die Kenntnisse aus den traditionellen Teilgebieten der Physischen Geographie wieder zusammenzuführen und damit die Geosphäre ganzheitlich zu betrachten. Damit werden also das Wirkungsgefüge von Geo- und Biofaktoren, der Stoff- und Energiehaushalt von Landschaften, die Folgen menschlicher Eingriffe sowie die Möglichkeiten verantwortlicher Landschaftsgestaltung untersucht.
Vertreter der Physischen Geographie waren unter anderem Friedrich Simony, Alexander von Humboldt, James Hutton oder William Morris Davis.